# Eotetranychus falcatus
Eotetranychus falcatus är en spindeldjursart som beskrevs av Meyer och Rodrigues 1966. Eotetranychus falcatus ingår i släktet Eotetranychus och familjen Tetranychidae. Inga underarter finns listade i Catalogue of Life.